# Ascential
Ascential plc (conocido previamente como EMAP) es una compañía global con sede en Gran Bretaña especializada en eventos, inteligencia y servicios de asesoría para las industrias de marketing y tecnología financiera. Fue listada en la Bolsa de Londres hasta que fue adquirida por Informa en octubre de 2024.

## Historia
Richard Winfrey compró a Spalding Guardian en 1887 y luego compró a Lynn News y Peterborough Advertiser; también comenzó el North Cambs Echo. Se convirtió en un político liberal y activista por los derechos agrarios y sus papeles fueron usados para promocionar su visión política dentro y alrededor de Spalding, Boston, Sleaford y Peterborough. Durante la Segunda Guerra Mundial, los intereses del periódico de Winfrey comenzaron a pasar a su hijo, Richard Pattinson Winfrey (1902–1985). En 1947, bajo la dirección de «Pat» Winfrey, los títulos del periódico de la familia fueron consolidados para formar la East Midland Allied Press (EMAP): esto fue logrado por la fusión de Northamptonshire Printing y la compañía de distribución, Peterborough Advertiser, la compañía de periódicos West Norfolk and King's Lynn y las secciones de impresión comercial en Rushden, King's Lynn y Bury St Edmunds.
La división de revistas fue fundada por una corazonada cuando las impresiones de la compañía no lograban decidir si querían imprimir revistas para los diarios locales. El personal apostó que una publicación semanal de pesca sería un éxito; en 1953, nació Angling Times (tiempos de pesca). Esta sería unida por otro peso pesado semanal cuando EMAP compró a Motor Cycle News de su fundador en 1956 por £100. EMAP creció de forma significativa a finales de los 70 bajo la dirección de la extremadamente exitosa asociación de Sir Robin Miller con David Arculus. En 1992 y 1993, EMAP se pasó a las revistas especializadas al adquirir títulos de Maxwell Communication y Thomson. En 1996, EMAP acordó vender 65 títulos de periódicos, incluyendo a Stamford Mercury de 300 años, a Johnston Press por £111 millones.
Scottish Radio Holdings fue adquirido por EMAP el 21 de junio de 2005. En 2006, EMAP vendió su división francesa a Arnoldo Mondadori Editore de Italia. El 27 de julio de 2007, EMAP anunció que estaba realizando una revisión de la estructura del grupo en respuesta a haber recibido una cantidad de propuestas no solicitadas para comprar partes de la compañía. El 12 de septiembre de 2007, EMAP anunció que había completado la venta de su división de revistas de consumidores australianos, Emap Australia, por aproximadamente £38 millones a ACP Magazines. El 29 de enero de 2008, EMAP completó la venta de sus negocios de radio, televisión y medios de consumo (EMAP Radio) a la compañía alemana Bauer por £1,14 billones. El resto de la compañía fue tomada por Eden Bidco Ltd, una compañía incorporada con el propósito de la adquisición de sus dueños, el grupo de capital inversión Apax y Guardian Media Group a fines de marzo/comienzos de abril de 2008.
En marzo de 2012, la compañía anunció que sería renombrada a Top Right Group, y que sus revistas, eventos y negocios de datos se separarían en tres compañías independientes. Se seguiría utilizando el nombre EMAP para la operación de revistas, la cual representaba el 18 por ciento de la facturación del grupo en aquel entonces. El negocio de base de datos sería renombrado a 4C Group, y la unidad de eventos fue renombrada a I2i Events Group. Luego, en octubre de 2015, la compañía anunció que la marca EMAP sería descartada, ya que todos sus títulos se estaban moviendo al formato únicamente digital.
En febrero de 2015, Top Right Group vendió Media Business Insight (incluyendo a Broadcast, Shots y Screen International) a Mobeus Equity Partners y Tenzing PE.
En diciembre de 2015, Top Right Group pasó a llamarse Ascential. La compañía fue objeto de una oferta pública de venta inicial de £800 millones en febrero de 2016. Guardian Media Group vendió sus acciones de Ascential en 2016 y 2017.
En junio de 2017, Ascential vendió marcas patrimoniales (títulos de negocio a negocio) a Metropolis International. La transacción incluye los derechos del nombre EMAP (como EMAP Publishing Ltd).
En julio de 2024, Informa llegó a un acuerdo para adquirir Ascential por aproximadamente £1,2 billones. La corte sancionó el acuerdo en octubre de 2024, permitiendo que la transacción procediera a la finalización.

### Adquisiciones y ventas
2014
- Money 20/20 - Acquired[20]

2015
- Retail Net Group - Acquired

2016
- One Click Retail - Acquired[21]

2017
- RWM - Sold[22]
- Clavis Insight - Acquired[23]
- MEED - Sold[24]
- 11 heritage brands - Sold[25]
- MediaLink - Acquired[26]
- HSJ - Sold[27]

2018
- Brand View - Acquired[28]
- WARC - Acquired[29]
- Flywheel Digital - Acquired[30]
- Exhibitions - Sold[31]

## Operaciones
Ascential opera cuatro categorías de servicio informativos centrados en el negocio de la economía digital. Las cuatro áreas son diseño de productos, marketing, ventas, y edificación y política.
Product Design
- WGSN
- START by WGSN

Marketing
- Cannes Lions
- Medialink
- WARC
- Siberia

Sales
- Edge by Ascential
- Money 20/20
- World Retail Congress
- Retail Week
- Flywheel

Built Environment and Policy
- DeHavilland
- Glenigan
- Groundsure

### Publicaciones anteriores
- Architects' Journal
- Architectural Review
- BIG![33]
- Business Matters
- Car
- Computer and Video Games
- Commodore User
- Construction News
- Datacom
- Drapers
- Eye magazine – números 13–25, 1994–1997
- Ground Engineering
- Health Service Journal
- H&V News
- Internet Magazine
- J-17
- Local Government Chronicle
- Materials Recycling World
- Maximum
- Mean Machines
- MEED
- MEED Projects
- New Civil Engineer
- Nintendo Official Magazine
- Nursing Times
- PC Leisure
- PC Review
- PC User
- Pleine Vie
- Retail Week
- Refrigeration & Air Conditioning (RAC)
- Retail Jeweller
- Running Fitness
- Sega Saturn Magazine
- Sinclair User
- SKY Magazine
- Smash Hits
- SPORT
- ST Review
- The One
- The Face
- Which Computer?